# Ewa Trzebińska
Ewa Trzebińska, född Nelip den 1 maj 1989, är en polsk fäktare som tävlar i värja.

## Karriär
Vid världsmästerskapen i fäktning 2023 i Milano tog Trzebińska guld tillsammans med Renata Knapik-Miazga, Magdalena Pawłowska och Martyna Swatowska-Wenglarczyk i lagtävlingen i värja.